# Komorzán
Komorzán falu Romániában, Szatmár megyében.

## Fekvése
A település az Avas-hegység nyugati oldalán, Bikszádtól északnyugatra található.

## Története
A falu az Avassági uradalom-hoz tartozott, s a Meggyesi vár uraié volt.
1490-ben már Komorzán-nak írták nevét.
A 18. században a nagy erdőségekkel övezett település határában sok család szerzett birtokot: a Károlyi, Barkóczy, Kornis, Teleki grófi családok, a báró Wesselényi, báró Perényi, Becsky, Rhédey, Kállay, Vetéssy, Nagy, Egry, Gulácsy stb. családok voltak birtokosai.
A 19. században is főként az előbbiek, s rajtuk kívül még a Kováts, Draskóczy, Szirmay családoké volt a 19. század közepéig.
Az Avasban levő falu lakosainak száma az 1900-as évek első éveiben 1931-fő volt.

## Nevezetességek
- Görögkatolikus templom – 1865-ben épült.